# Park Narodowy Val Grande
Park Narodowy Val Grande – park narodowy położony w północnej części Włoch na terenie Alp, w regionie Piemont w prowincji Cusio Ossola niedaleko granicy ze Szwajcarią. Park został utworzony 2 marca 1992 i obejmuje obszar o powierzchni około 150 km².
Początki parku sięgają roku 1967, w którym to obszar ten został uznany za rezerwat przyrody będąc tym samym pierwszym obszarem chronionym na terenie włoskich Alp. Następnie starania lokalnych władz w drugiej połowie lat 80. doprowadziły ostatecznie do utworzenia na tym terenie parku narodowego.
Na obszarze parku można natrafić na chaty górskie z końca XIX wieku oraz linie umocnień z okresu I wojny światowej.

## Geografia
Park leży na terenach gmin: Aurano, Beura-Cardezza, Caprezzo, Cossogno, Cursolo-Orasso, Intragna, Malesco, Miazzina, Premosello-Chiovenda, San Bernardino Verbano, Santa Maria Maggiore, Trontano oraz Vogogna. Znajduje się około 100 km od Mediolanu oraz 150 km od Turynu nieopodal Lago Maggiore.
Obszar parku zbudowany jest głównie ze skał metamorficznych w tym amfibolitów czy serpentynitów.

## Flora i fauna

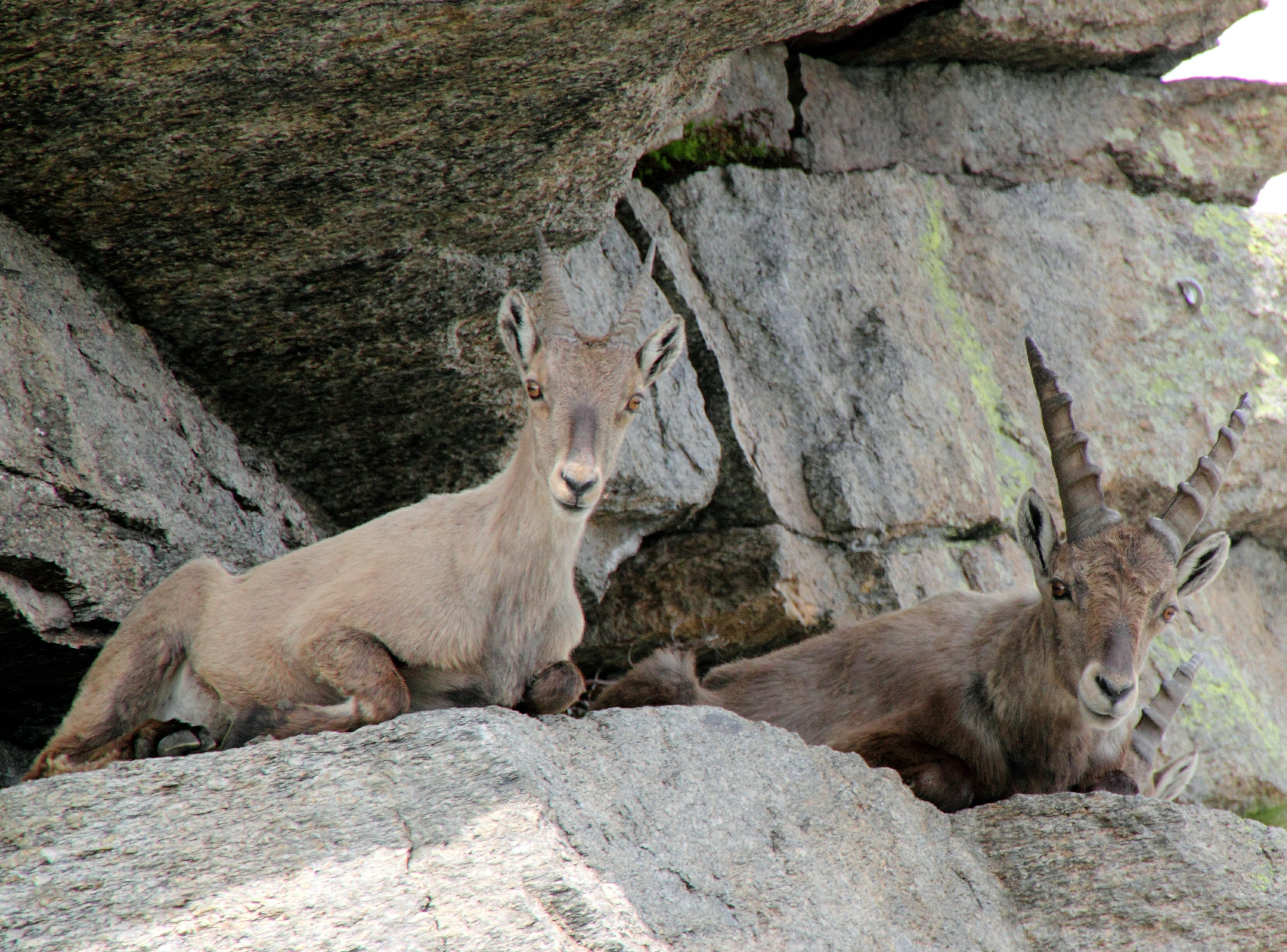
Kozice na terenie parku

Roślinność w tym głównie kwiatów stanowi główny atut parku.
W lasach parku można spotkać głównie drzewa liściaste w tym: kasztany, buki, olchy czy lipy, niewielkie obszary lasów iglastych porastają świerki, jodły oraz modrzewie.
Z roślin porastających lasy, łąki oraz tereny podmokłe można wyróżnić: Primula hirsuta, Australis Tulipa, orlik alpejski, arnika górska, Ampanula excisa z rodzaju dzwonek czy goryczka żółta.
Ze zwierząt na terenie parku można spotkać takie jak kozice, sarny, jelenie, lisy, łasice, kuny czy borsuki. Z ptaków: orzeł przedni, sokół wędrowny, cietrzew, jarząbek czy dzięcioły (w tym dzięcioł czarny). Z płazów żaba trawna oraz gatunki salamandry.
W przypadku owadów warto wyróżnić kilka gatunków chrząszczy takich jak pachnica dębowa, Carabus lepontinus czy Gnorimus variabilis.